# Hydrotaea spinosa
Hydrotaea spinosa este o specie de muște din genul Hydrotaea, familia Muscidae, descrisă de Stein în anul 1907. Conform Catalogue of Life specia Hydrotaea spinosa nu are subspecii cunoscute.